# Oxalis crocea
Oxalis crocea är en harsyreväxtart som beskrevs av Salter. Oxalis crocea ingår i släktet oxalisar, och familjen harsyreväxter. Inga underarter finns listade i Catalogue of Life.